# Gran Canaria Arena
El Gran Canaria Arena es un pabellón polideportivo, situado en Las Palmas de Gran Canaria, España. Es el pabellón local del Club Baloncesto Gran Canaria desde 2014, del Club Baloncesto Islas Canarias desde 2022 y del Club Voleibol Guaguas desde 2024. Ha sido sede del Campeonato Mundial de Baloncesto de 2014 y de las fases finales de la Copa del Rey de baloncesto 2015, 2018 y 2025.

## Historia
El proyecto de un nuevo pabellón polideportivo para la ciudad de Las Palmas de Gran Canaria, promovido por el Cabildo de Gran Canaria, data de mediados de los años 2000, si bien no es hasta 2007 cuando se decide ubicarlo en el barrio de Siete Palmas, junto al Estadio de Gran Canaria, desechándose la idea original de situarlo en el Barranco de La Ballena. En el año 2009 la obra toma forma, amparada en la designación de la ciudad como subsede del Mundobasket 2014, siendo adjudicado en concurso público al estudio LLPS Arquitectos.
El comienzo de las obras, en principio previsto para de enero de 2011, tuvo lugar el 1 de septiembre de ese año, con un plazo de ejecución de 23 meses. Inicialmente su denominación fue de Palacio Multiusos de Gran Canaria y no fue hasta agosto de 2013 cuando se barajó la posibilidad de que el nombre definitivo fuera Gran Canaria Arena, lo cual se confirmó unas semanas más tarde.
La obra se alargó en el tiempo, llegando a los dos años y medio, siendo su inauguración el 15 de marzo de 2014. El acto institucional estuvo encabezado por el presidente del gobierno, Mariano Rajoy, acompañado de diversas autoridades regionales y locales.

### Partido de inauguración
El 1 de mayo de 2014 tuvo lugar el primer partido oficial, enfrentándose en partido de la liga ACB el Gran Canaria con el Fútbol Club Barcelona. La primera canasta de la historia del pabellón fue obra de Marcelinho Huertas.
| 1 de mayo de 2014, 12:30 (GMT+0)      | Herbalife Gran Canaria                | 74-82                                 | F. C. Barcelona |  |
| Reporte                               |                                       |                                       | |  |
| Parciales: 23-19, 15-17, 18-23, 18-23 | Parciales: 23-19, 15-17, 18-23, 18-23 | Parciales: 23-19, 15-17, 18-23, 18-23 | Gran Canaria Arena, Las Palmas de Gran Canaria Árbitro(s): Conde, Guirao y Pérez Niz Asistencia: 9332 espectadores |  |
| Eulis Báez, 15                        | Pts                                   | 21 Marcelinho Huertas                 | Gran Canaria Arena, Las Palmas de Gran Canaria Árbitro(s): Conde, Guirao y Pérez Niz Asistencia: 9332 espectadores |  |
| Nacho Martín 7                        | Rebs                                  | 7 Ante Tomić                          | Gran Canaria Arena, Las Palmas de Gran Canaria Árbitro(s): Conde, Guirao y Pérez Niz Asistencia: 9332 espectadores |  |
| Tomás Bellas 4                        | Asists                                | 4 Marcelinho Huertas                  | Gran Canaria Arena, Las Palmas de Gran Canaria Árbitro(s): Conde, Guirao y Pérez Niz Asistencia: 9332 espectadores |  |

### Mundial de Baloncesto
El primer gran acontecimiento deportivo albergado por el Gran Canaria Arena fueron los partidos del grupo D de la primera fase del Mundial de Baloncesto de 2014, disputados entre el 30 de agosto y el 4 de septiembre. El grupo estuvo conformado por la selecciones de Lituania, Eslovenia, Australia, México, Angola y Corea del Sur.

### Copa del Rey 2015
Desde el 19 hasta el 22 de febrero de 2015 se celebró el torneo de Copa del Rey de baloncesto. La final, en la que el Real Madrid derrotó al F. C. Barcelona, fue presidida por el rey Felipe VI, siendo la primera vez que lo hizo desde su coronación.
| 22 de febrero de 2015, 18:00 (GMT+0)  | F. C. Barcelona                       | 71-77                                 | Real Madrid |  |
| Reporte                               |                                       |                                       | |  |
| Parciales: 21-18, 21-23, 15-23, 14-13 | Parciales: 21-18, 21-23, 15-23, 14-13 | Parciales: 21-18, 21-23, 15-23, 14-13 | Gran Canaria Arena, Las Palmas de Gran Canaria Árbitro(s): Daniel Hierrezuelo, Emilio Pérez Pizarro y Miguel Ángel Pérez Pérez Asistencia: 9870 espectadores |  |
| Ante Tomić 25                         | Pts                                   | 16 Rudy Fernández                     | Gran Canaria Arena, Las Palmas de Gran Canaria Árbitro(s): Daniel Hierrezuelo, Emilio Pérez Pizarro y Miguel Ángel Pérez Pérez Asistencia: 9870 espectadores |  |
| Ante Tomić 11                         | Rebs                                  | 7 Ayón, Nocioni                       | Gran Canaria Arena, Las Palmas de Gran Canaria Árbitro(s): Daniel Hierrezuelo, Emilio Pérez Pizarro y Miguel Ángel Pérez Pérez Asistencia: 9870 espectadores |  |
| Marcelinho Huertas 4                  | Asists                                | 5 Rudy Fernández                      | Gran Canaria Arena, Las Palmas de Gran Canaria Árbitro(s): Daniel Hierrezuelo, Emilio Pérez Pizarro y Miguel Ángel Pérez Pérez Asistencia: 9870 espectadores |  |

### Final de la Eurocup 2015
El 24 de abril de 2015 tuvo lugar el partido de ida de la final de la Eurocup 2014-15 que enfrentó al Granca con el Khimki BC de Moscú, con victoria para el club ruso, que acabaría siendo el campeón del segundo torneo continental.
| 24 de abril de 2015, 19:45 (GMT+0)    | Herbalife Gran Canaria                | 66-91                                 | Khimki BC |  |
| Reporte                               |                                       |                                       | |  |
| Parciales: 19-21, 14-19, 21-19, 12-32 | Parciales: 19-21, 14-19, 21-19, 12-32 | Parciales: 19-21, 14-19, 21-19, 12-32 | Gran Canaria Arena, Las Palmas de Gran Canaria Árbitro(s): Rocha (POR), Chiari (ITA) y Nuran (TUR) Asistencia: 9875 espectadores |  |
| Kyle Kuric 23                         | Pts                                   | 18 Koponen, Egor Vialtsev             | Gran Canaria Arena, Las Palmas de Gran Canaria Árbitro(s): Rocha (POR), Chiari (ITA) y Nuran (TUR) Asistencia: 9875 espectadores |  |
| Eulis Báez 7                          | Rebs                                  | 6 Agustine, Monia, Davis              | Gran Canaria Arena, Las Palmas de Gran Canaria Árbitro(s): Rocha (POR), Chiari (ITA) y Nuran (TUR) Asistencia: 9875 espectadores |  |
| Albert Oliver 4                       | Asists                                | 5 Tyrese Rice                         | Gran Canaria Arena, Las Palmas de Gran Canaria Árbitro(s): Rocha (POR), Chiari (ITA) y Nuran (TUR) Asistencia: 9875 espectadores |  |

### Copa del Rey 2018
En febrero de 2018 se celebró la 82.ª edición de la Copa del Rey de baloncesto, segunda del pabellón. La final se disputó entre el Real Madrid y el F. C. Barcelona Lassa, resultando campeón el club catalán.
| 18 de febrero de 2018, 18:30 (GMT+0)  | Real Madrid                           | 90-92                                 | F. C. Barcelona Lassa |  |
| Reporte                               |                                       |                                       | |  |
| Parciales: 21-15, 13-25, 18-27, 38-25 | Parciales: 21-15, 13-25, 18-27, 38-25 | Parciales: 21-15, 13-25, 18-27, 38-25 | Gran Canaria Arena, Las Palmas de Gran Canaria Árbitro(s): Daniel Hierrezuelo, Emilio Pérez Pizarro y Carlos Peruga Asistencia: 9912 espectadores |  |
| Carroll 18                            | Pts                                   | 21 Ribas                              | Gran Canaria Arena, Las Palmas de Gran Canaria Árbitro(s): Daniel Hierrezuelo, Emilio Pérez Pizarro y Carlos Peruga Asistencia: 9912 espectadores |  |
| Dončić 5                              | Rebs                                  | 7 Moerman                             | Gran Canaria Arena, Las Palmas de Gran Canaria Árbitro(s): Daniel Hierrezuelo, Emilio Pérez Pizarro y Carlos Peruga Asistencia: 9912 espectadores |  |
| Campazzo, Carroll 5                   | Asists                                | 5 Hanga, Tomić                        | Gran Canaria Arena, Las Palmas de Gran Canaria Árbitro(s): Daniel Hierrezuelo, Emilio Pérez Pizarro y Carlos Peruga Asistencia: 9912 espectadores |  |

### Final de la Eurocup 2023
| 3 de mayo de 2023, 20:00 (GMT+0)      | Herbalife Gran Canaria                | 71-67                                 | Turk Telekom Ankara |  |
| Reporte                               |                                       |                                       | |  |
| Parciales: 29-23, 21-10, 11-22, 10-12 | Parciales: 29-23, 21-10, 11-22, 10-12 | Parciales: 29-23, 21-10, 11-22, 10-12 | Gran Canaria Arena, Las Palmas de Gran Canaria Árbitro(s): Saša Pukl (ESL), Rain Peerandi (EST) y Adar Peer (ISR) Asistencia: 9869 espectadores |  |
| John Shurna 18                        | Pts                                   | 17 Axel Bouteille                     | Gran Canaria Arena, Las Palmas de Gran Canaria Árbitro(s): Saša Pukl (ESL), Rain Peerandi (EST) y Adar Peer (ISR) Asistencia: 9869 espectadores |  |
| Olek Balcerowski 5                    | Rebs                                  | 11 Tyrique Jones                      | Gran Canaria Arena, Las Palmas de Gran Canaria Árbitro(s): Saša Pukl (ESL), Rain Peerandi (EST) y Adar Peer (ISR) Asistencia: 9869 espectadores |  |
| Andrew Albicy 3                       | Asists                                | 4 Jerian Grant                        | Gran Canaria Arena, Las Palmas de Gran Canaria Árbitro(s): Saša Pukl (ESL), Rain Peerandi (EST) y Adar Peer (ISR) Asistencia: 9869 espectadores |  |

### Copa del Rey 2025
La 89.ª edición de la copa se disputó en el Gran Canaria Arena entre el 13 y el 16 de febrero de 2025. El Unicaja Málaga se proclamó campeón por tercera vez derrotando al Real Madrid por 93-79.
| 16 de febrero de 2025, 20:00 (GMT+0)  | Unicaja Málaga                        | 93-79                                 | Real Madrid |  |
| Reporte                               |                                       |                                       | |  |
| Parciales: 18-15, 21-21, 25-19, 29-24 | Parciales: 18-15, 21-21, 25-19, 29-24 | Parciales: 18-15, 21-21, 25-19, 29-24 | Gran Canaria Arena, Las Palmas de Gran Canaria Árbitro(s): Emilio Pérez Pizarro, Óscar Perea y Jordi Aliaga Asistencia: 9870 espectadores |  |
| Perry 27                              | Pts                                   | 14 Campazzo, Llull                    | Gran Canaria Arena, Las Palmas de Gran Canaria Árbitro(s): Emilio Pérez Pizarro, Óscar Perea y Jordi Aliaga Asistencia: 9870 espectadores |  |
| Taylor 8                              | Rebs                                  | 6 Campazzo, Tavares                   | Gran Canaria Arena, Las Palmas de Gran Canaria Árbitro(s): Emilio Pérez Pizarro, Óscar Perea y Jordi Aliaga Asistencia: 9870 espectadores |  |
| Perry 6                               | Asists                                | 5 Campazzo                            | Gran Canaria Arena, Las Palmas de Gran Canaria Árbitro(s): Emilio Pérez Pizarro, Óscar Perea y Jordi Aliaga Asistencia: 9870 espectadores |  |